# Tharsis Sulphur and Copper Company Limited
La Tharsis Sulphur and Copper Company Limited (TOS) fue una empresa minera británica que operó en España durante los siglos XIX y XX, dedicada a la extracción de piritas. A lo largo de su existencia explotó varios yacimientos situados en la cuenca minera de Tharsis-La Zarza. En fuentes españolas también es conocida como la Compañía de Azufre y Cobre de Tharsis Limitada, o simplemente como la «compañía de Tharsis».
Constituida en 1866 por capitalistas británicos, con los años llegó a ser una de las principales sociedades mineras de la provincia de Huelva y una de las principales empresas productoras de piritas de España. La TOS fue propietaria de una línea de ferrocarril que comunicaba las minas con la ría de Huelva, donde construyó un muelle-embarcadero para facilitar la descarga y transporte del mineral extraído vía marítima. Así mismo, la compañía tuvo una gran influencia en la comarca que iba más allá de lo económico. En la década de 1970 los yacimientos e instalaciones de Tharsis pasaron a manos españolas, si bien la empresa continuó operando como una de las principales comercializadoras de piritas en Occidente. La compañía fue disuelta finalmente en 2006.

## Historia

### Orígenes y consolidación
A mediados del siglo XIX los inversores extranjeros comenzaron a interesarse por las minas de la Faja pirítica ibérica, algunas de ellas con una tradición que se remontaba a la Antigüedad. Este fue el caso de la cuenca minera de Tharsis-La Zarza, que fue objeto de importantes inversiones por parte del capital francés. Desde 1855 la Compagnie des Mines de Cuivre de Huelva comenzó a operar los yacimientos de esta zona, logrando tener éxito durante sus primeros tiempos. Sin embargo, diversas dificultades acabarían echando al traste el negocio y pusieron en aprietos a esta empresa. Se planteó la posibilidad de arrendar las minas a un grupo de capitalistas británicos ligados a la industria química, entonces un sector en expansión para el cual las piritas constituían una materia prima crucial para la elaboración de productos como la sosa caústica o ácido sulfúrico. Con ese fin, el 27 de octubre de 1866 se fundó en Reino Unido la Tharsis Sulphur and Copper Company Limited. En su creación intervinieron figuras tales como Charles Tennant, un acaudalado industrial escocés que poseía algunas de las principales factorías químicas del Reino Unido. Se alcanzó un acuerdo entre ambas partes mediante el cual los franceses alquilaban a los británicos la explotación de los yacimientos durante noventa y ocho años. No obstante, las dos empresas acabarían fusionándose en 1878.

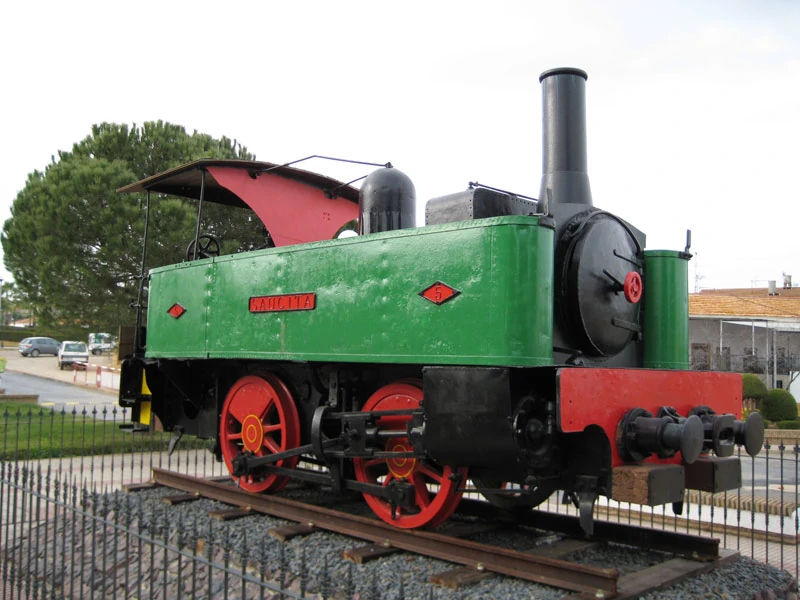
Locomotora «Saucita», construida en 1869 para el ferrocarril minero.

Aunque la compañía de Tharsis fue escriturada inicialmente en Edimburgo, la sede social se encontraba situada en Glasgow e inicialmente contó con un capital de 300.000 libras esterlinas. Desde la dirección se inició un ambicioso programa de inversiones con vistas a aumentar la explotación de los cotos mineros. Además, también se acometió la construcción de una línea férrea para facilitar la salida por mar de las piritas extraídas, la cual se inauguró en febrero de 1871. En la zona de Corrales se levantó un muelle-embarcadero de mineral sobre el río Odiel, así como un complejo que incluía una estación ferroviaria y una planta mineralúrgica. 
Durante los primeros años la producción minera de Tharsis experimentó un gran auge y fue de tal calibre que esta llegó a desbancar durante un tiempo a la producción de las cercanas minas de Riotinto. Por su parte, la Tharsis Sulphur and Copper Company Limited realizó importantes ampliaciones de capital que le permitieron afrontar con holgura desde la modernización de sus explotaciones mineras en España a la compra de hasta siete plantas industriales en puertos del Reino Unido. Dos años después de su creación el capital de la empresa fue ampliado hasta un millón de libras esterlinas, y con el tiempo también entrarían en su accionariado algunos inversores franceses. La mayor parte del mineral extraído en Tharsis no solía ser tratado en territorio español; en su lugar, era trasladado por vía marítima hasta el Reino Unido y procesado en las fábricas que allí poseía la empresa. En 1893 la mayor parte de estas plantas fueron vendidas a la United Alkali Company.

### Los años de apogeo
Para finales del siglo XIX la Tharsis Sulphur and Copper Company Limited se había erigido como una de las principales empresas mineras a nivel mundial. En una valoración global se puede señalar que los negocios fueron rentables durante el último tercio del siglo XIX y la primera mitad del siglo XX. Como resultado de ello, durante este período la compañía llegó a repartir unos elevados dividendos entre sus accionistas. Para finales del siglo XIX las actividades de la TOS en la zona de Huelva se encontraban en expansión, logrando convertirse en un importante comerciante mundial de azufre. En 1895 adquirió a la Sociedad de Minas de Cobre del Alosno, una empresa de capital francés, el complejo de Lagunazo. A pesar de esta bonanza, la «Tharsis» empezó a tener una importancia menor en comparación con la actividad que para entonces ya desarrollaba la poderosa Rio Tinto Company Limited (RTC). Durante aquellos años las dos empresas mantuvieron una abierta rivalidad por dominar el mercado de piritas. Esta circunstancia no impidió que RTC y TOS suscribieran un pacto en febrero de 1905 mediante el cual procedían a repartirse los clientes; el acuerdo sería renovado en octubre de 1911. Durante el período comprendido 1890 y 1914 las dos compañías dominaron las ventas de piritas, al punto de llegar a controlar entre ambas el 90% de su producción mundial.

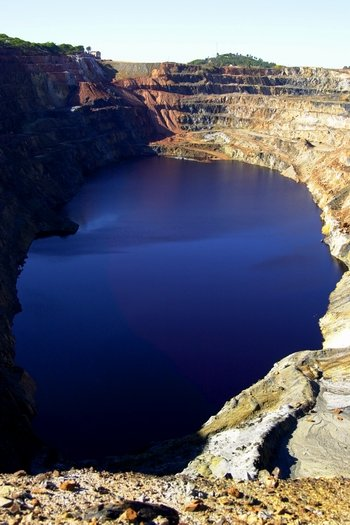
Vista de la Corta Filón Norte, en la actualidad totalmente inundado.

La influencia de la empresa iba más allá de lo meramente económico, haciéndose notar esta en el ámbito político. En 1890 llegó a apoyar activamente junto a la RTC una candidatura «minera» a la Diputación provincial de Huelva formada por José María Parejo Bécquer y Vicente Ferrer Ramírez Cruzado. El objetivo conjunto de esta iniciativa era conseguir la derogación del decreto Albareda, que en 1888 había prohibido las calcinaciones de mineral al aire libre por lo contaminantes que eran. Aprovechando el contexto que imperaba a finales del siglo XIX, la compañía de Tharsis también llegó a disponer de una red de representantes en la provincia que defendían sus intereses, entre los cuales sobresalían nombres como Gregorio Arrayás Vizcaíno, Vicente Ferrer Ramírez Cruzado o José María de Monsalve.
La actividad minera en la zona generó un gran impacto paisajístico, pues la compañía británica acabó optando por una extracción a cielo abierto en detrimento de las labores de contramina. Con los años se llegaron a formar «cortas» de gran tamaño como Filón Norte, Filón Sur, Filón Centro, Sierra Bullones o Silos de Calañas. Las explotaciones de la compañía se articularon en torno a dos grandes centros de trabajo: Tharsis y La Zarza. Entre 1867 y 1960 las explotaciones pertenecientes al complejo de Tharsis tuvieron una producción minera de 16.303.723 toneladas, mientras que La Zarza alcanzó una cifra mucho mayor: 27.485.269 toneladas. La magnitud de las labores de extracción fue de tal calibre que se hizo necesaria la contratación de una amplia plantilla. Muchos de estos trabajadores eran oriundos de zonas como Asturias, Galicia, País Vasco o Portugal. Por su parte, el «staff» de la compañía estuvo formado en su mayor parte por personal de origen escocés.
Aunque tradicionalmente la mayor parte de la pirita extraída en los distintos yacimientos de Tharsis tenía como destino la exportación al extranjero, desde mediados del siglo XX una importante cantidad de mineral empezó a ser destinada al consumo nacional. Durante el período comprendido entre 1954 y 1971 la empresa fue el primer vendedor de piritas en España, teniendo unas ventas totales de 6,7 millones de toneladas y un 42,3% de la cuota de mercado. Entre los principales clientes de Tharsis se encontraban las sociedades Cros, Industrias Químicas Canarias, Energía e Industrias Aragonesas, Industrial Química de Zaragoza, Compañía Navarra de Abonos Químicos, Sociedad Navarra de Industrias, Sociedad Ibérica del Nitrógeno, Barrau, etc. La posición dominante que en esos años llegó a detentar TOS la situó por delante de importantes competidores como la Compañía Española de Minas de Río Tinto o la Sociedad Francesa de Piritas de Huelva.

### La última etapa
En 1966 la empresa matriz creó una sucursal en España mediante la cual comenzó a operar, la «Compañía de Azufre y Cobre de Tharsis Limitada». Para esa época las principales labores de extracción se desarrollaban en torno a la Corta Filón Norte de Tharsis y en el Pozo Algaida de La Zarza. La empresa llegó a realizar fuertes inversiones de cara a una mayor mecanización de los trabajos mineros y una modernización del parque motor ferroviario, sustituyéndose las viejas locomotoras de vapor. Este proceso se vio completado con la adquisición en esas mismas fechas de nuevos vagones de mercancías, con el objetivo de aumentar el volumen de pirita transportado. A mediados del siglo xx la línea férrea vivió su apogeo, llegando a transportar casi un millón de toneladas de mineral al año.
A partir de 1970 los yacimientos e instalaciones de la empresa empezaron a pasar a manos del capital español, en cumplimiento con lo establecido por la Ley de Minas. En ese momento la empresa constituía la última gran compañía extranjera que operaba en la provincia de Huelva, en un contexto en que el negocio minero había pasado a estar dominado por españoles. La sociedad anónima Cros, uno de los principales clientes de Tharsis, comenzó a entrar en el accionariado. Este proceso se alargó durante varios años, hasta el período 1978-1979, momento en que se completó la transferencia de los activos a la nueva Compañía Española de Minas de Tharsis. A comienzos de la década de 1980 la matriz fue reorganizada y renombrada como «The Tharsis Public Limited Company», sobresaliendo en aquella época como una de las principales comercializadoras de piritas de Occidente. No obstante, con posterioridad su actividad decayó de forma notable por la crisis que vivió la minería del cobre a nivel global. Durante sus últimos tiempos diversificó su línea negocio hacia otras áreas, como la inversión, el desarrollo inmobiliario o la agricultura. La compañía fue disuelta en 2006.

## Organización e instalaciones

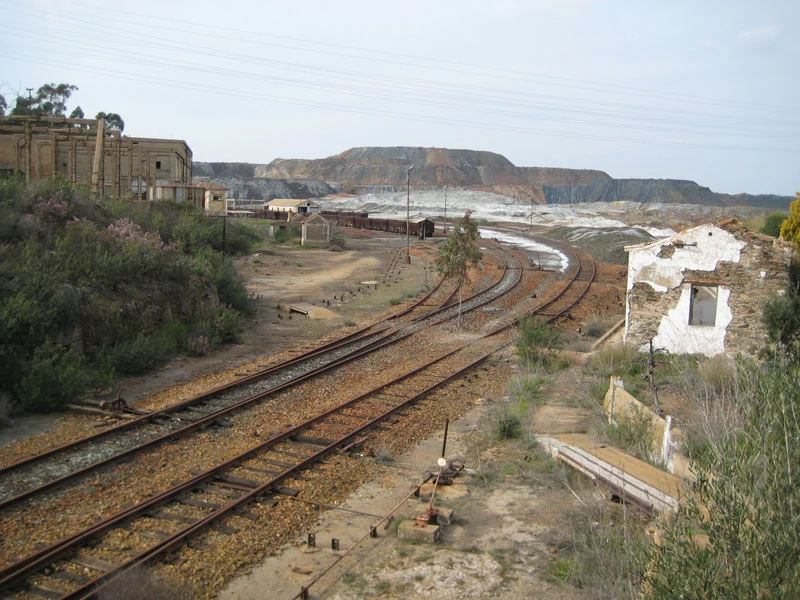
Complejo ferroviario de Tharsis, con las escombreras al fondo.

La compañía tenía su domicilio social en Reino Unido, concretamente en la ciudad escocesa de Glasgow. En España dispuso de oficinas administrativas situadas en la localidad de Tharsis, donde también se encontraba la dirección operativa de la compañía. Los directivos e ingenieros eran de origen británico, mientras que el resto de la plantilla estaba compuesta por trabajadores españoles. Para la colonia británica se levantó un área residencial exclusiva, el «Pueblo Nuevo» de Tharsis.
Las principales instalaciones de la compañía estaban localizadas en tres centros de trabajo: Tharsis, La Zarza y Corrales. Además de las explotaciones mineras que se fueron articulando, en estos núcleos existían cargaderos de mineral, embalses, depósitos de agua, talleres o centrales électricas. Así mismo, se levantaron una serie de poblados obreros para dar acogida al ingente número de trabajadores que requirieron las diferentes labores mineras y a sus familias. El origen británico de la empresa marcaría el estilo arquitectónico que predominó en las construcciones de la zona, tanto en las infraestructuras de tipo civil como en las de tipo industrial. Los centros de trabajo estaban conectados entre sí por una red ferroviaria, con una vía general que enlazaba Tharsis con Corrales y el río Odiel.

## Fondos archivísticos
A lo largo de su existencia la compañía generó una ingente producción documental de carácter administrativo, comercial, etc. En la actualidad una parte de estos fondos documentales se encuentran bajo custodia del Archivo Histórico de las Minas de Tharsis.